# Diona (luna)
Diona (grško Διώνη: Dióne) je Saturnov naravni satelit, ki ga je odkril Giovanni Domenico Cassini leta 1684. Poimenovan je po titanu Diona iz grške mitologije. Imenuje se tudi Saturn IV.

## Ime
Cassini je štiri lune, ki jih je odkril (Tetis, Diona, Rea in Japet), poimenoval Sidera Lodoicea (»Ludvikove zvezde«) v čast kralju Ludviku XIV. Astronomi pa so Titana in te lune poimenovali kot Saturn I skozi Saturn V. Ko sta bila v letu 1789 odkrita Mimas in Enkelad, je bilo poimenovanje razširjeno do Saturn VII.
Imena vseh takrat poznanih sedmih Saturnovih satelitov prihajajo od Johna Herschla (ki je bil sin Williama Herschla, odkritelj Mimasa in Enkelada), objavljena pa so bila leta 1847 v publikaciji Results of Astronomical Observations made at the Cape of Good Hope - Rezultati astronomskih opazovanj z Rta dobrega upanja (), kjer je predlagal uporabo imen Titanov, bratov in sester Kronosa (grškega Saturna).

## Fizikalne značilnosti
Diona je sestavljena večinoma iz vodnega ledu, ker pa je tretja najgostejša Saturnova luna, mora imeti v notranjosti znaten delež gostejšega materiala, kot so silikatne kamenine.
Čeprav je Diona nekoliko manjša od Ree, ji je drugače zelo podobna. Obe imata podobno sestavo, odbojne značilnosti in raznoliko površje. Prav tako imata obe različni vodeči in sledeči polobli. Dionina vodeča polobla je močno kraterizirana in enakomerno svetla. Njena sledeča polobla pa vsebuje nenavadne površinske značilnosti: mrežo svetlih, štrenastih prog na temnem ozadju, ki prekrivajo kraterje in s tem nakazujejo, da so mlajše od njih. Sedaj je znano, da so to ledene stene.
Na Dioni lahko opazimo naslednje geološke značilnosti:
- Chasmata (udornine)
- Lineae (štrenaste značilnosti)
- kraterji

### Ledene stene (včasih »štrenasto površje«)
Pred mimoletom plovila Cassini 13. decembra 2004 je bil izvor svetlega štrenastega materiala nejasen, predvsem zato, ker so bile edine fotografije posnete iz velike razdalje. Vse, kar je bilo znanega, je bilo to, da ima material visoko odbojnost in je dovolj tanek, da ne zakriva značilnosti pod njimi. Ena od hipotez je bila, da je bila Diona kmalu po nastanku geološko aktivna, nekateri procesi, med njimi ledeni vulkanizem, pa so preoblikovali večino površja, te štrene pa so nastale zaradi izbruhov iz razpok na Dionini površini, kjer je material kasneje padel nazaj na površino kot sneg ali prah. Kasneje, ko sta se notranja aktivnost in preoblikovanje umirila, se je krateriziranje nadaljevalo predvsem na vodeči polobli, kjer naj bi zbrisalo štrenaste vzorce.
Vendar pa zadnje slike Cassinija kažejo, da je ta hipoteza nepravilna, štrene pa sploh niso usedline, ampak svetle ledene stene, nastale zaradi tektonskih razpok. Diona se je pokazala kot svet, razklan z velikanskimi razpokami na sledeči polobli.
Cassini je 11. oktobra 2005 izvedel bližnji mimolet Dione (na oddaljenosti 500 km) in zajel slike sten, od katerih so nekatere visoke več sto metrov.

### Kraterji
Dionino ledeno površje je sestavljeno iz močno krateriziranega, srednje krateriziranega in malo krateriziranega površja ter področij tektonskih razpok. Močno kraterizirano površje vsebuje številne kraterje, večje od 100 kilometrov v premeru. Področja ravnin imajo kraterje manjše od 30 kilometrov v premeru. Nekatere ravnine so močno kraterizirane, druge niso. Večina krateriziranega površja je na sledeči polobli, manj kraterizirano površje pa je na vodeči polobli, kar je v nasprotju s pričakovanji nekaterih znanstvenikov. Shoemaker in Wolfe sta predlagala model krateriziranja za plimno vezan satelit z največjimi stopnjami krateriziranja na vodeči polobli in najmanjšimi na sledeči polobli. To nakazuje na to, da je bila Diona v obdobju največjega bombardiranja Diona plimno vezana na Saturn v nasprotni orientaciji. Ker je Diona precej majhna, bi lahko udarec, ki povzroči krater večji od 35 kilometrov, zasukal satelit. Ker je na Dioni kar precej kraterjev večjih od 35 kilometrov, se je morala Diona v obdobju največjega bombardiranja večkrat zasukati. Vzorec krateriziranja od takrat in svetla odbojnost na vodeči strani nakazujejo na to, da ostaja Diona v trenutni orientaciji že več milijard let.
Tako kot pri Jupitrovi luni Kalisto so tudi na Dioni kraterji brez visokih reliefnih značilnosti, kot jih vidimo na Luni in Merkurju. Verjetno je to zaradi polzenja šibke ledene skorje skozi geološki čas.